# La ética de la libertad
La ética de la libertad (del inglés The Ethics of Liberty), escrito por el economista e historiador Murray N. Rothbard y publicado por primera vez en 1982, es una exposición lógica y ética sobre la posición política del anarcocapitalismo. El vértice de su teoría es el concepto de propiedad privada, y coloca las raíces de la libertad en el concepto de derechos naturales y la aplica a una serie de problemas prácticos resueltos de manera lógica y racional, con muchas notas a pie de página para argumentar las teorías. Contiene también una amplia bibliografía sobre el librecambismo.
Según el autor, la economía puede ciertamente contribuir en gran medida a la defensa de la libertad individual, pero no es capaz de implantar por sí sola una auténtica filosofía política. Para emitir juicios políticos se requieren juicios de valor, por lo que la filosofía política es necesariamente ética y, por tanto, es preciso implantar un sistema ético positivo para poder defender con sólidos argumentos la causa de la libertad.

## Libertad negativa
El autor defiende un concepto negativo de libertad, entendido como «ausencia de interferencias o invasiones físicas contra las personas y las propiedades», por lo que toda persona tiene derecho a poseerse a sí misma y disponer de su ser y sus propiedades privadas. Consecuentemente, critica al Estado. Para el autor, los impuestos son «un robo a gran y colosal escala» y recomienda hacer todo lo posible para no pagarlos; el anarquismo de Rothbard se contrapone a los modelos de Estado mínimo o ultra-mínimo, como el de Nozick.[cita requerida]
Paralelamente, analiza los métodos democráticos representativos y analiza procesos que define como ficticios para determinar mayorías aparentes, a través de mecanismos de propaganda masivos que dan ventaja a los grupos más poderosos de la sociedad, haciendo a un lado la opinión de cada uno de los ciudadanos. [cita requerida]

## Ley natural
El punto de partida filosófico de Rothbard es el iusnaturalismo en su forma más radical en el que no se concibe la ley como una expresión de la voluntad  humana, sino como algo propio de la naturaleza e incluso ajena a la existencia de algún dios. Enlaza de este modo con algunos tomistas del Medioevo y de la escuela de Salamanca.
Entre los derechos naturales, aparece en lugar destacado el de propiedad privada como pilar de la libertad, dónde a través de ejemplos además intenta demostrar su practicidad para todo individuo.

## Prólogo y traducción
Hans-Hermann Hoppe, escribió las introducciones de las ediciones posteriores del libro, y lo ha descrito como la segunda magnum opus de Rothbard después de Hombre, economía y Estado.
Ha sido traducido y publicado en español como Ética de la libertad por la editorial Unión Editorial, en 1995, con 384 páginas. Contiene una introducción («In memoriam Murray N. Rothbard, 1926-1995») del economista español de la Escuela austriaca, autodenominado anarcocapitalista, Jesús Huerta de Soto.
Sobre su libro el mismo Rothbard comenta:

Se suponía que debía ser una reconciliación del libertarismo con la cultura conservadora y la ética personal, lo que se llama paleolibertarismo en nuestros días. Pero a medida que trabajaba, se volvió un tratado anarco-libertario. Al inicio de los sesenta, los conservadores se habían vuelto a favor de la guerra y la idea de reconciliarnos con ellos había perdido todo su atractivo.
La ciencia de la libertad